# Cautleya gracilis
Espèce
Statut de conservation UICN

 LC  : Préoccupation mineure
Cautleya gracilis est une espèce de la famille des Zingiberaceae. C'est une plante herbacée vivace proche du  gingembre. On la trouve dans l'Himalaya jusqu'au sud de la Chine et au Vietnam. Elle est cultivée comme plante de jardin ornemental, résistante à quelques degrés de gel.

## Description
Ce qui semble être des tiges chez les espèces de Cautleya sont en fait des pseudo-tiges formées par les bases ou les gaines étroitement enveloppées des feuilles. Chez Cautlaya gracilis, les pseudo-tiges sont de 25-80 cm de haut, avec quelques feuilles engainantes à la base. D'autres feuilles ont également des lames, libres du pseudo-tige, de 6-20 cm1 de long sur  1,5-6 cm de large. L'inflorescence est un épi, avec typiquement 2-10 fleurs peu serrées chez Cautlaya gracilis var. gracilis et 15-20 fleurs plus serrées formant une tête compacte chez Cautlaya gracilis var. robusta,,
Chaque fleur jaune ou orange a une structure complexe. Une bractée verte entoure les sépales, qui sont en grande partie fusionnés, formant un calice tubulaire, fendu sur un côté, qui est plus long que la bractée, étant 1,5-2 cm de long. A l'intérieur du calice, les trois pétales sont soudés à la base pour former un tube plus long que le calice, de sorte qu'il dépasse. A l'extrémité du tube, les pétales forment trois lobes, 1,2-2 cm de long. A l'intérieur des pétales se trouvent trois structures ressemblant à des pétales (staminodes). Les deux staminodes latérales sont droites. Le labelle est recourbé vers le bas et se divise en deux à l'extrémité. L'unique étamine possède un "éperon" à deux dents à la base de l'anthère, formé par du tissu conjonctif,.
La capsule de la graine est rouge lorsqu'elle est mûre, et se fend pour révéler les graines noires. Un petit arille blanc est présent chez Cautlaya gracilis var. robusta mais est absent chez Cautlaya gracilis var. gracilis,.

## Taxonomie
Cautleya gracilis a été décrit pour la première fois par James Edward Smith en 1822 comme un Roscoea, Roscae gracilis. Il a été transféré à Cautleya par Dandy en 1932. Le nom du genre rend hommage à Proby Cautley, qui était responsable de vastes travaux d'irrigation en Inde sous le Raj britannique. L'épithète spécifique, « gracilis », signifie « mince, élancé, gracieux . Cautleya lutea décrite pour la première fois en 1839 sous le nom de Roscoea lutea, et Cautleya cathcartii, décrite pour la première fois en 1890, sont maintenant considérées comme des synonymes en tout ou en partie de Cautlaya gracilis,.

## Culture
Cautleya gracilis est cultivé dans les jardins comme plante ornementale. Il est rustique en extérieur dans les Midlands de l'Angleterre, où un pail4⁴lis couvrant est recommandé en hiver. Il nécessite un sol riche en humus et rétenteur d'humidité, à l'abri du plein soleil.
Plusieurs collections de la variété type Cautlaya gracilis var. gracilis, sont en culture. La forme cultivée sous le numéro de collection CCW 106 mesure environ 45 cm de hauteur avec des feuilles étroites rouges en dessous et généralement sept fleurs jaunes. La forme BWJ 7843 a des feuilles plus larges (jusqu'à 5 cm) et des fleurs jaune primevère.
Cautlaya gracilis var. robusta est également cultivé. Il porte généralement entre 15 et 20 fleurs, de couleur orange ou jaune vif. Un cultivar nommé <Tenzing's Gold> qui mesure environ 45 cm de hauteur, forme un épi floral long de 15–20 cm.

## Répartition
Ce taxon se rencontre dans les pays suivants : Bhoutan, Birmanie, Chine, Inde, Népal, Thaïlande, Viêt Nam.
La présence de ce taxon est incertaine dans le pays suivant : Chine.

## Liste des variétés
Selon GBIF (26 décembre 2023) :
- Cautleya gracilis var. gracilis
- Cautleya gracilis var. hispida Aishwarya & M.Sabu
- Cautleya gracilis var. robusta (K.Schum.) Sanjappa

## Systématique
Le nom correct complet (avec auteur) de ce taxon est Cautleya gracilis (Sm.) Dandy.
L'espèce a été initialement classée dans le genre Roscoea sous le basionyme Roscoea gracilis Sm..